# Matiarwa
Matiarwa (en népalais : मटिअर्वा) est un comité de développement villageois du Népal situé dans le district de Bara. Au recensement de 2011, il comptait 6 347 habitants.